# スパイラルパルック蛍光灯
スパイラルパルック蛍光灯（英: SPIRAL PA-LOOK fluorescent lamp）は、パナソニックライティングデバイスが製造した高周波点灯専用平面二重螺旋形蛍光灯（FHSC）である。
「スパイラルパルック（英: SPIRAL PA-LOOK）」とも呼ばれる。

## 概要
松下電器産業は、コンパクト・高効率で高い省エネルギー性を実現する世界で初めてとなる平面二重螺旋形蛍光灯（FHSC）を開発し、2007年（平成19年）3月に開催された第8回国際照明総合展に「スパイラルパルック蛍光灯」の名称で出展、同年4月に発売した。
FHSCの93形を二重環形蛍光灯（FHD）の100形と比較すると、外径が20％小型化、発光効率は9％向上、消費電力は11％削減、定格寿命は20％伸長している。FHSCは日本国の環形蛍光灯史上、FHDの後に続く第四世代製品となる。FHSCはグッドデザイン賞を受賞するとともに、国立科学博物館の産業技術史資料データベースに登録されている。
2007年（平成19年）4月に15形、20形及び30形が、2010年（平成22年）7月に75形及び93形が、2011年（平成23年）7月に63形が発売された。2015年（平成27年）3月のFHSC生産終了後は、LED灯若しくは8本菅形蛍光灯による代替品が発売されている。

## 他社の類似製品

### 日立製作所
日立製作所は2011年（平成23年）に、独自開発の多重環形蛍光灯（FHMC）を「マルチリング」の呼称で発売した。130形は四重環、90形及び72形は三重環である。FHMCは、FHDと同じ明るさで消費電力を約17％削減している。また、「マルチリング」130形の全光束は、「スパイラルパルック蛍光灯」93形を上回る12,390lmを実現した。